# Seldingertechniek
De Seldingertechniek is een medische procedure om op veilige wijze toegang tot bloedvaten en andere holle organen te krijgen. De techniek is genoemd naar Dr. Sven-Ivar Seldinger (1921-1998), een Zweedse radioloog die de procedure in 1953 introduceerde.
De Seldingertechniek wordt toegepast bij angiografie, het inbrengen van borstkasdrains, intraveneuze katheters, PEG-sondes, voor het inbrengen van aansluitingen voor een pacemaker of een implanteerbare cardioverter-defibrillator en tal van andere interventionele medische ingrepen.

## Procedure

Stap 1
Stap 2
Stap 3
Stap 4
Stap 5
Stap 6